# 루치우스 부르크하르트
루치우스 부르크하르트(Lucius Burckhardt, 1925년 3월 12일 ∼2003년 8월 26일)는 스위스의 사회학자이자 경제학자이다.

## 생애
부르크하르트는 스위스 다보스에서 태어나 1955년 바젤대학교에서 국가 경제와 사회학으로 박사 학위를 받았다. 독일 뮌스터대학교와 도르트문트대학교에서 사회학 연구원으로 활동했고, 울름조형대학, 스위스 취리히공과대학, 카셀대학교 등에서 강의를 했다. 디자인과 관련해서는, 울름조형대학과 취리히공과대학에서 강의했고, 독일공예연맹 기관지 ≪베르크≫의 편집장을 거쳐 독일공예연맹 회장을 역임했으며, 바이마르건축대학에서 디자인 학부를 설립하고 초대 학장을 맡았다. 1980년대에는 사회경제적 관점에서의 도시 연구를 바탕으로, 아내 아네마리 부르크하르트와 함께, 산책을 통해 환경에 대한 사고를 정리하고 확립하는 학문인 산책학(Promenadologie 또는 Sparziergangswissenschaft, 영어로는 Strollology)이라는 고유의 학문 분야를 개척했다.
사회와 환경, 그리고 미학적 관점에서 쓴 그의 글들은 여러 책과 전문 잡지, 강연 등을 통해 소개되었는데, 이런 글들을 모은 ≪디자인은 보이지 않는다≫ 외에 ≪아이들이 혁명을 먹어 치운다≫(1985) ≪왜 풍경은 아름다운가? 산책학≫(2006)이 대표적이다. 루치우스 부르크하르트는 1994년 생태학과 미학 부문에서 헤센 문화상을, 1995년 독일 연방 디자인 진흥상을, 그리고 2001년 스위스 디자인상을 받았다.